# Estação Chardon-Lagache
Chardon-Lagache é uma estação da Linha 10 do Metrô de Paris, localizada no 16.º arrondissement de Paris.

## Localização
A estação está situada no cruzamento das ruas Chardon-Lagache, Molitor e Mirabeau, orientada leste-oeste ao longo do eixo das duas últimas. Ela se intercala entre a estação de correspondência Michel-Ange - Molitor e a estação Mirabeau, ao sul do circuito de Auteuil.

## História

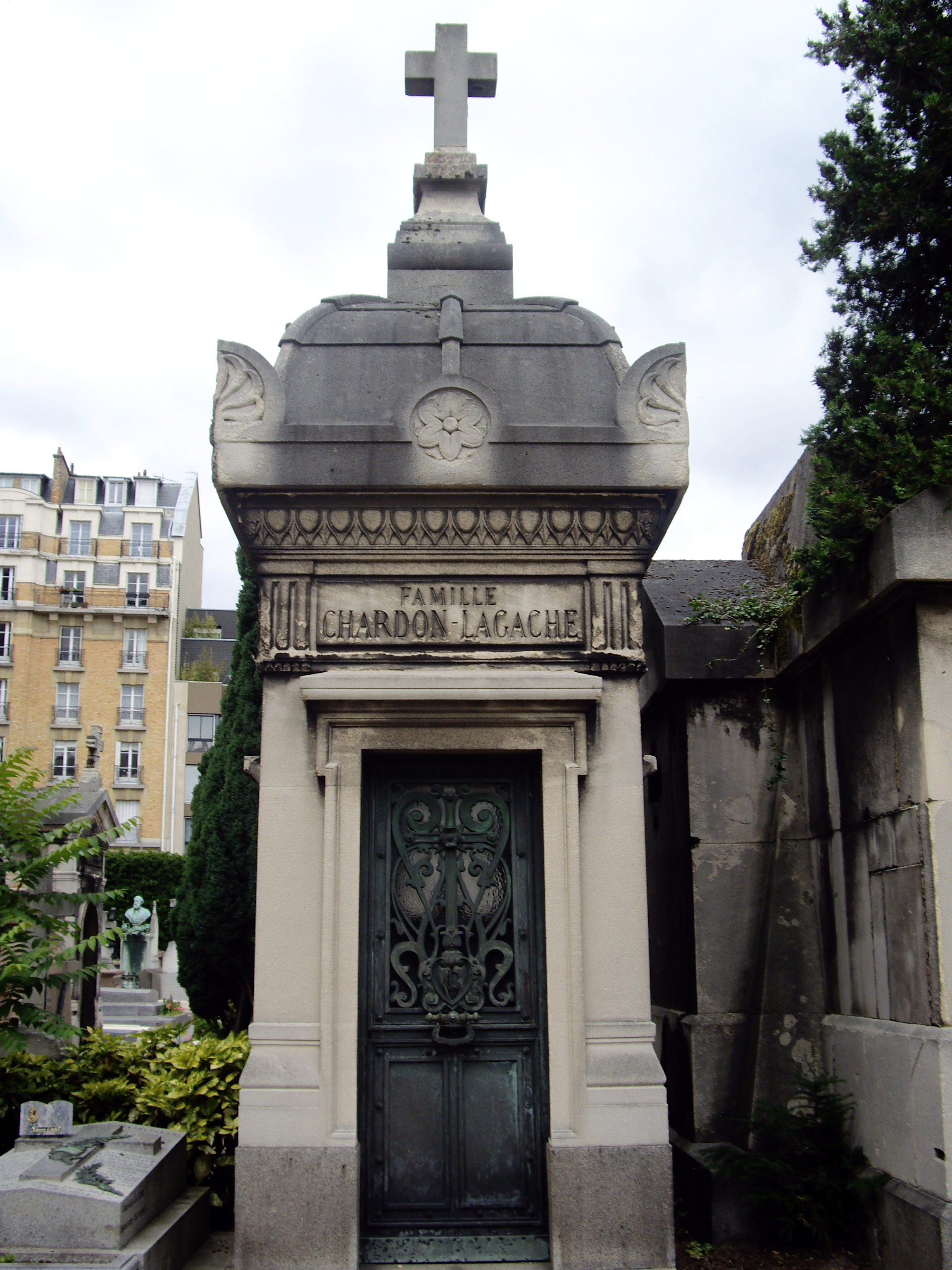
Capela onde Pierre-Alfred Chardon (1807-1879) e sua esposa Marie-Pauline Lagache (1811-1887) estão enterrados, no Cemitério de Auteuil, situado ao sul do boulevard Exelmans.

A estação foi inaugurada em 30 de setembro de 1913 com o lançamento da extensão da linha 8 de Beaugrenelle (hoje Charles Michels) para Porte d'Auteuil.
O nome deriva da rue Chardon-Lagache, na encruzilhada em que está estabelecida, rota que homenageia o doutor Pierre Chardon, que foi o "médico dos pobres" de Auteuil por cinquenta anos. Ele foi enterrado no segundo Cemitério de Auteuil em 1845. Seu filho Pierre-Alfred acumulou uma fortuna considerável que lhe permitiu abrir em 1857 um lar de idosos para indivíduos com rendas modestas. Ele associou ao seu nome o nome da filha jovem de sua esposa Amélie.
A estação é, portanto, a terceira de uma série de seis a receber o nome de uma mulher, depois de Barbès - Rochechouart (linhas 2 e 4) e Madeleine (linhas 8, 12 e 14). Seguirão as estações Boucicaut (linha 8) Louise Michel (linha 3) e, mais recentemente, Pierre et Marie Curie (linha 7), enquanto se aguarda a inauguração das futuras estações Barbara (linha 4) e Bagneux - Lucie Aubrac (linhas 4 e 15).
Durante a noite de 26 a 27 de julho de 1937, a estação é transferida para a linha 10 como parte do redesenho das linhas 8, 10 e da linha antiga 14. O serviço entre Porte d'Auteuil e Jussieu foi prestado apenas dois dias depois, em 29 de julho, inicialmente limitado a La Motte-Picquet - Grenelle no leste.
Como parte do programa RATP “Renovação do Metrô”, toda a estação foi reformada em 18 de maio de 2006.
Em 2011, 636 141 passageiros entraram nesta estação. Ela viu entrar 651 234 passageiros em 2013, o que a coloca na 296ª posição das estações de metrô por sua frequência em 302.

## Serviços aos passageiros

### Acesso

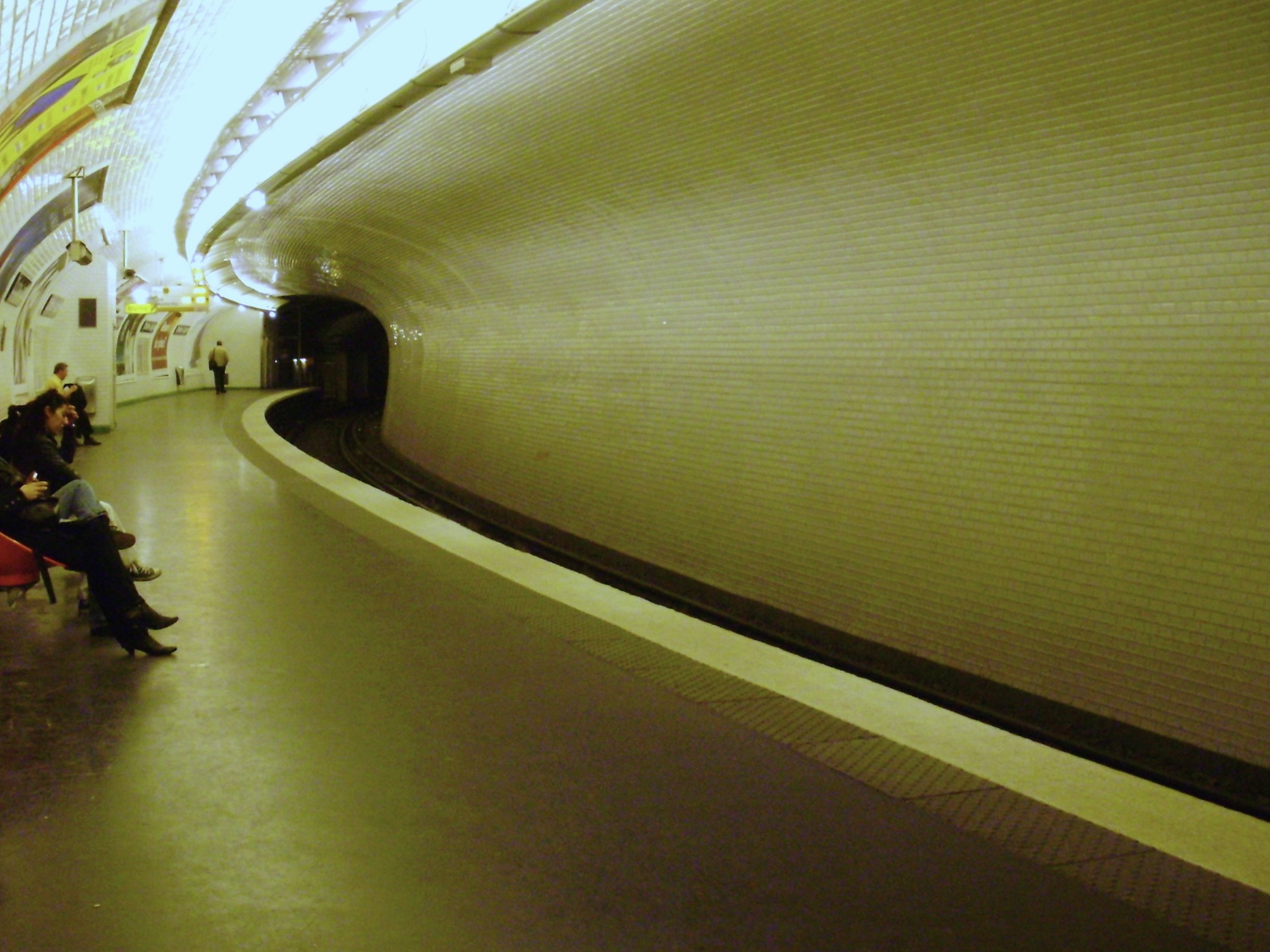
A plataforma vista em direção para Boulogne

A estação tem uma única entrada intitulada "Rue Chardon-Lagache - Hôpital Sainte-Perine", abertura na lei no 16 desta rua no cruzamento com a rue Molitor. Constituído de uma escada fixa, é ornado com uma edícula Guimard, que é objeto de uma inscrição no título dos monumentos históricos pelo decreto de 12 de fevereiro de 2016.
O corredor de acesso e a sala de transferência têm a particularidade de serem ornados com frisos de cerâmica verdes em ondas no estilo típico da Société du chemin de fer électrique souterrain Nord-Sud de Paris (conhecida como Norte-Sul), considerando que a linha 10, bem como a linha 8 que ela substitui nesto trecho, não têm conexão com esta empresa desde suas origens (esta apenas explorou em seu tempo parte das atuais linhas 12 e 13 até 1930).

### Plataformas

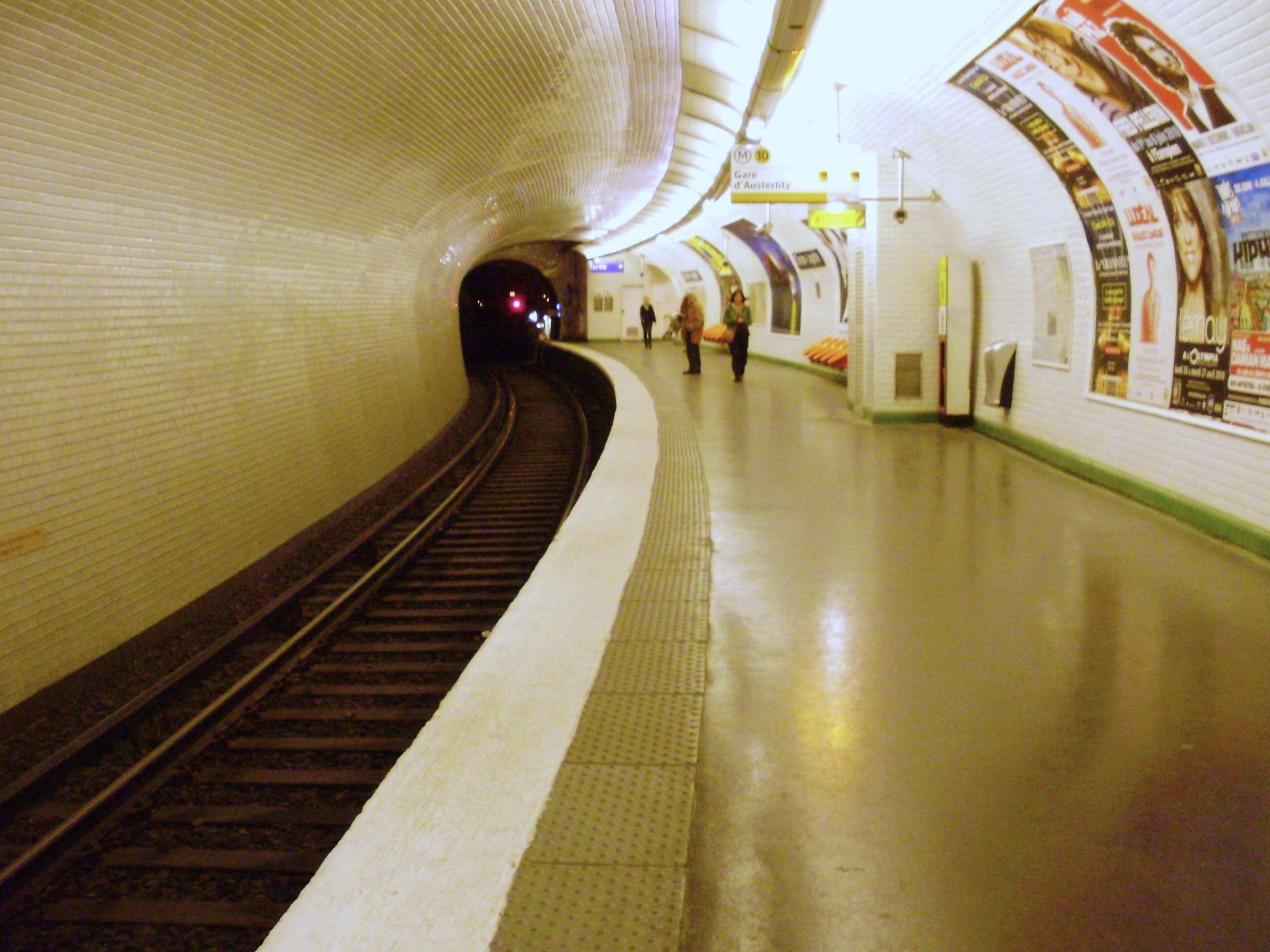
A única plataforma de estação vista em direção à Gare d'Austerlitz.

Chardon-Lagache é uma estação com uma configuração particular: ela possui uma única via na plataforma lateral, que é servida apenas pelos trens na direção da Gare d'Austerlitz. Suas outras características são, no entanto, clássicas: a abóbada é elíptica e a decoração é do estilo utilizado na maioria das estações de metrô: a faixa de iluminação é branca e arredondada no estilo "Gaudin" da renovação do metrô da década de 2000, e as telhas em cerâmica brancas biseladas recobrem os pés-direitos, a abóbada, os tímpanos e a saída dos corredores vindos da sala de bilheterias, na extremidade oriental. Presentes apenas no lado da plataforma, os quadros publicitários são em cerâmica branca e o nome da estação é inscrito na fonte Parisine em placas esmaltadas. Os assentos de estilo “Akiko” são de cor laranja.

### Intermodalidade
A estação é servida pelas linhas de ônibus 22 e 62 da rede de ônibus RATP e, à noite, pelas linhas N12 e N61 de Noctilien.

## Pontos turísticos
- École superieure du professorat et de l'éducation
- Hospital Sainte-Périne - Rossini - Chardon-Lagache
- Parc Sainte-Périne
- Lycée Jean-Baptiste-Say